# Аничка (співачка)
Аничка (справжнє ім'я: Ганна Іванівна Чеберенчик; нар. 19 січня 1977, Свірж) — українська лемківська естрадна співачка, волонтерка.

## Біографія
Народилася в селі Свірж (Львівська область) у лемківській родині. Закінчила Львівське училище культури та мистецтв (факультет хорового диригування). Кілька років співала в хоровій капелі «Мрія», яка діє у Львівській комерційній академії. Згодом вступила до Львівської комерційної академії, факультет менеджменту, закінчила в 2003 р. з дипломом бакалавра та магістра Бізнес адміністрування.
Творчий шлях на естраді розпочала у липні 1999 року на XVII міжнародному фестивалі «Лемківська ватра» в Ждині (Польща).
Аничка мешкає в США, і відколи на сході України триває війна, дала десятки благодійних концертів та зібрала понад сто тисяч доларів для реабілітації українських захисників. Переважно кошти надходили від українських діаспорян. Перший концерт відбувся в Сан-Франциско, другий — в Лос-Анджелесі, третій — в Сакраменто. У 2017 році Аничка взяла участь в соціально-мистецькому проекті #ПісніВійни. В рамках проекту вона записала пісню «Настане мирний час» спільно з військовим льотчиком, ветераном ООС Сергієм Тітаренком.

## Нагороди і відзнаки
- Медаль «За службу Україні» (2016)[5]
- Нагрудний знак «За заслуги перед Збройними Силами України» (2018)
- Медаль «За сприяння Збройним Силам України» (2018)

## Альбоми
- 2002 — «Аничка. Лемківські пісні в сучасних стилях»
- 2002 — «Поговоріть зі мною по-вкраїнські»
- 2004 — «Силою любові…»
- 2008 — «Дзвони Лемківщина» (лемківські народні пісні)
- 2006 — «Янголи в небі» (колядки)
- 2009 — «Я ще люблю»
- «Rain in My Heart» (англомовні пісні)